# Al-Mansur Ibn Abi Aamir

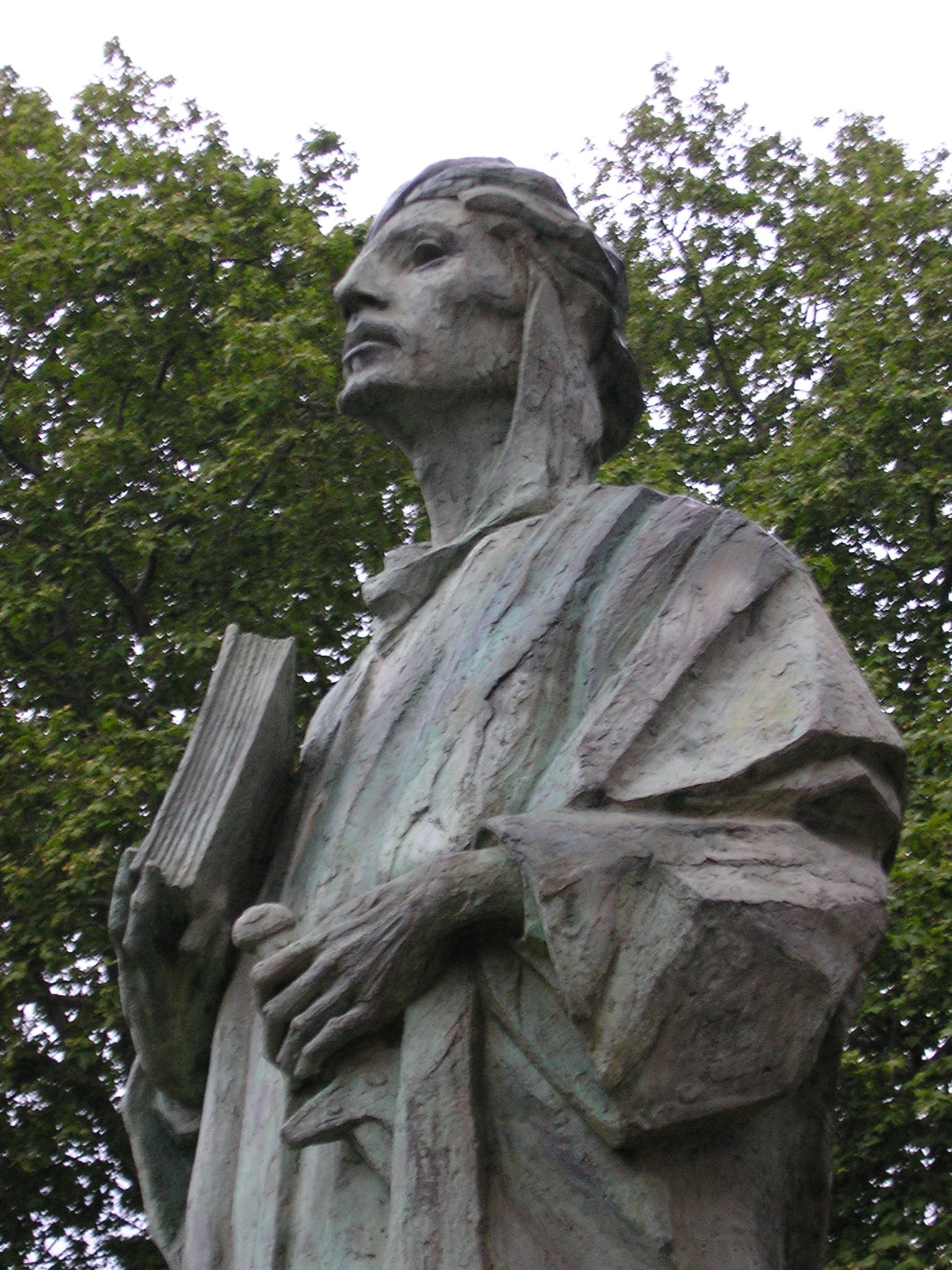
Współczesny posąg Almanzora w Parku Archeologicznym w Algeciras

Abu Aamir Muhammad Ibn Abdullah Ibn Abi Aamir, Al-Hadżib Al-Mansur, w Europie znany jako Almanzor, أبو عامر محمد بن عبد الله بن أبي عامر الحاجب المنصور (ur. ok. 938, zm. 8 sierpnia 1002) – faktyczny władca Al-Andalus w drugiej połowie X wieku. Za jego rządów, muzułmańska Hiszpania przeżyła swój złoty wiek.
Urodził się jako Muhammad Ibn Abi Aamir w arabskiej rodzinie szlacheckiej w okolicach Algeciras. Pojawiając się na dworze w Kordobie jako student prawa i literatury, został zarządcą posiadłości miejskich księcia Hiszama.
W ciągu zaledwie paru lat, knując i spiskując, awansował z tej skromnej pozycji na wyżyny dworskich wpływów, eliminując po drodze swoich przeciwników politycznych. Kalif Al-Hakam zmarł w 976 roku i to właśnie Ibn Abi Amir najbardziej przyczynił się do zagwarantowania młodemu, dwunastoletniemu Hiszamowi II sukcesji po poprzedniku. Dwa lata później został uznany za hadżiba (odpowiednika Wielkiego Wezyra na muzułmańskim wschodzie). W ciągu następnych trzech lat umacniał swoją władzę, równocześnie izolując kalifa od świata w nowym pałacu Medina Azahara.
W roku 981, po swoim powrocie do Kordoby po bitwie, podczas której zmiażdżył swojego ostatniego przeciwnika (ojczyma, Uthmana al-Mushafi), zdobył tytuł Al-Mansur bi-llah, Zwycięzcy z Woli Boskiej. W chrześcijańskiej Europie nazywano go Almanzorem (Al-Mansur). Jego władza nad Al-Andalus był absolutna i pozwoliła mu na całkowite poświęcenie się kampaniom militarnym przeciwko chrześcijańskim królestwom na Półwyspie. Zorganizował i prowadził pięćdziesiąt siedem kampanii, a każdą z nich wygrał.

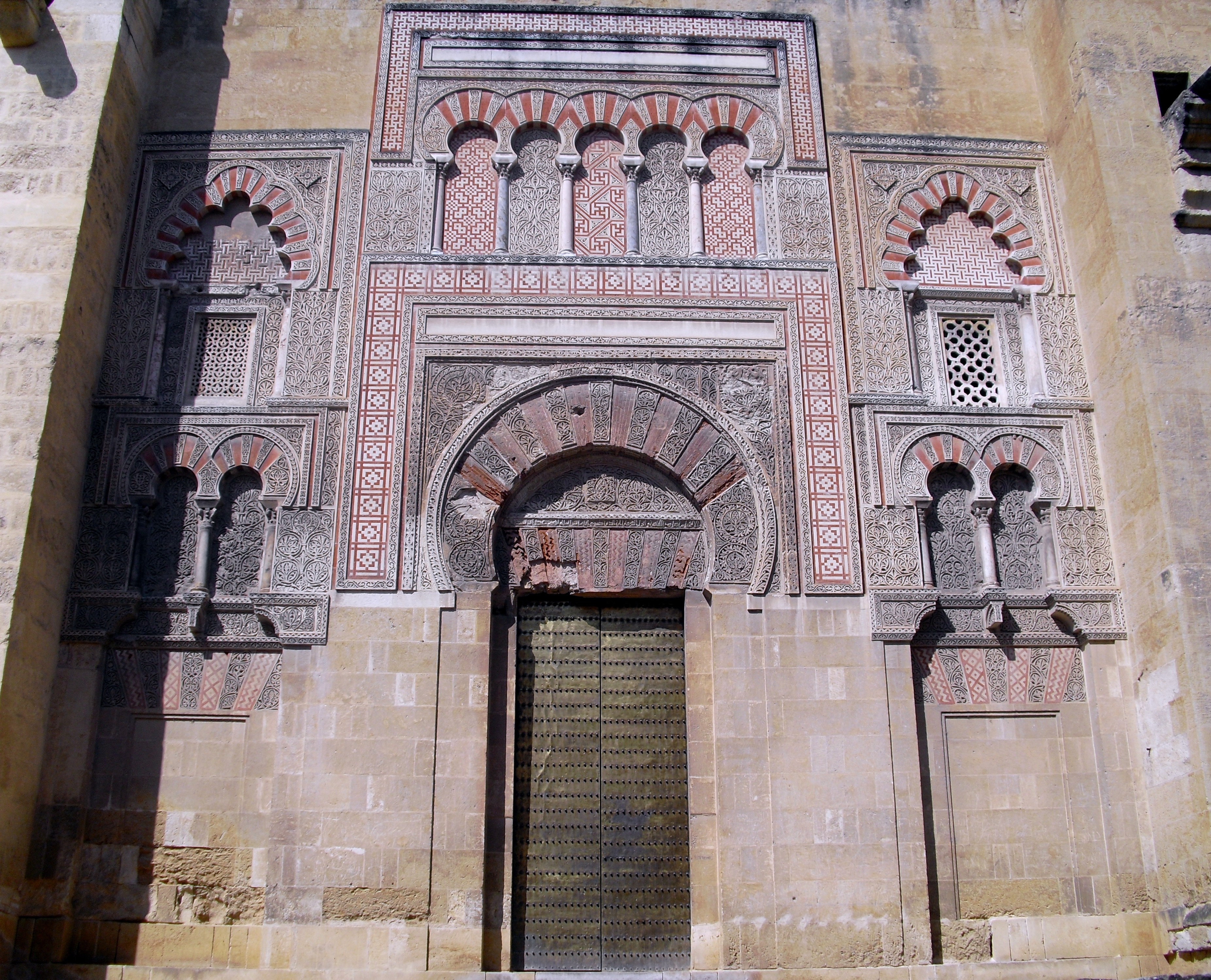
Wschodni przedsionek Wielkiego Meczetu w Kordobie pochodzący z okresu rządów Al-Mansura

Pomimo że walczył głównie z Leónem i Kastylią, w roku 985 zdobył Barcelonę, a w 997 – Santiago de Compostela w Galicji, gdzie złupił miasto, zabrał katedralne dzwony, jednak oszczędził grób Świętego Jakuba Apostoła. Walczył również z Nawarrą.
Ożenił się z Abdą, córką Sancho II, króla Nawarry, która urodziła mu syna, Abda ar-Rahmana. Powszechnie nazywano go Sanchuelem (Mały Sancho, po arabsku Shanjoul). Jego zwycięstwa na północy ostrzegły chrześcijańskich władców półwyspu i spowodowały, że sformowali sojusz około roku 1000. To właśnie walcząc z nimi spędził ostatnie lata swojego życia. 
Zmarł w roku 1002, kiedy wracał do Kordowy po ataku na klasztor San Millán de la Cogolla. Stało się to w wiosce Salem, blisko Medinaceli, gdzie obecnie znajduje się jego grobowiec. Jego następcą był jego syn Abd al-Malik al-Muzaffar, który rządził Al-Andalus jako hadżib aż do śmierci w 1008 roku. Po Abd al-Maliku, jego ambitny przyrodni brat Sanchuelo przejął władzę z zamiarem zagarnięcia całego kalifatu dla siebie i całkowitego odsunięcia Hiszama. Wywołało to wojnę domową, rozbiło państwo na szereg mniejszych królestw, które katoliccy władcy podbijali jedno po drugim.